# Дмитренко, Екатерина Николаевна
Екатерина Николаевна Дмитренко (16 января 1990) — российская футболистка, полузащитник. Выступала за сборную России. Мастер спорта России международного класса (2016).

## Карьера
Воспитанница футбольного клуба «Катюша-Спартак» (Москва, Солнцево) и УОР «Россиянка» (Московская область). На взрослом уровне начинала выступать за «Приалит» (Реутов), «Химки», «УОР-Звезда». С 2010 года — в основе «Россиянки», бывшей тогда в числе ведущих клубов России. Позднее играла за «Зоркий» и «ЦСП Измайлово», затем на несколько лет вернулась в «Россиянку». После расформирования подмосковного клуба стала играть за другие российские команды — «Рязань-ВДВ», «Енисей».
Выступала за женскую молодёжную сборную России в отборочном раунде чемпионата Европы 2007 года.
6 июля 2015 года в составе сборной России забила один из восьми мячей в ворота сборной Колумбии на Универсиаде в Кванджу.
Мастер спорта России международного класса (2016).

## Достижения
- Чемпионка России: 2010, 2016, 2018
- Серебряный призёр Чемпионата России: 2015
- Обладатель Кубка России: 2012
- Финалист Кубка России: 2013, 2018